# Балви
Балви (произношение) (на латвийски: Balvi) е град в североизточна Латвия, намиращ се в историческата област Видземе. Градът е административен център на район Балви. Градът се намира на 226 km от столицата Рига.

## История
За първи път Балви е споменат през 1224 г. като част от Рижката епископия. Името на града произлиза от името на река Болупите, както също така се казва и намиращото се на близо езеро. През 1551 г. рижкият архиепископ Вилхелм фон Бранденбург дава под наем земята около Балви на рицаря Майснер.
През периода 1562 – 1772 г. регионът около Балви е част от полско-литовския съюз Жечпосполита. През 1765 г. в имота на полския благородник Констанция Хилсена са създадени малка дървена църква и имение. В годините когато областта минава под руско управление Екатерина II дарява земята на благородническото семейство Йелагин. Семейство Хорожински го купуват през 1806 г., а през 1876 става владение на немско-балтийската фамилия Тразе-Розенек.
През 1919 г. селото е отделено от притежавания имот, създавайки се независимо самостоятелно населено място. През 1928 г. Балви получава статут на град.
На 17 юли 1940 г. Балви е превзет от Червената армия. На 14 юли 1941 г. под руско командване започва масовото депортиране на мирното население. На 2 юли същата година Балви е завзет от Вермахта. През август 1941 г. повечето евреи в района, които са съставлявали 19% от населението, са избити по плана на Щалекер, част от Холокоста. През 1944 г. немските военни части отстъпващи под напора на руснаците опожаряват града до основи. На следващата година Балви е включен в Латвия ССР и започва усилено да бъде възстановяван по съветските планове.
Балви е изключително важен в цялостната история на Балтийските страни, защото този град се превръща в един от центровете в мирното революционно движение за независимост на Естония, Латвия и Литва. Освен това Балви е и важен културно-исторически център за латгалийското малцинство.

## Население
През 2005 г. в Балви са живеели 8109 души. При преброяването етническата структура на града е както следва:
- Латвийци – 70,26%
- Руснаци – 23,27%
- Беларуси – 1,16%
- Украинци – 0,7%
- Цигани – 0,42%
- Поляци – 0,4%
- Немци – 0,31%
- Други – 3,48%